# Alarmposten

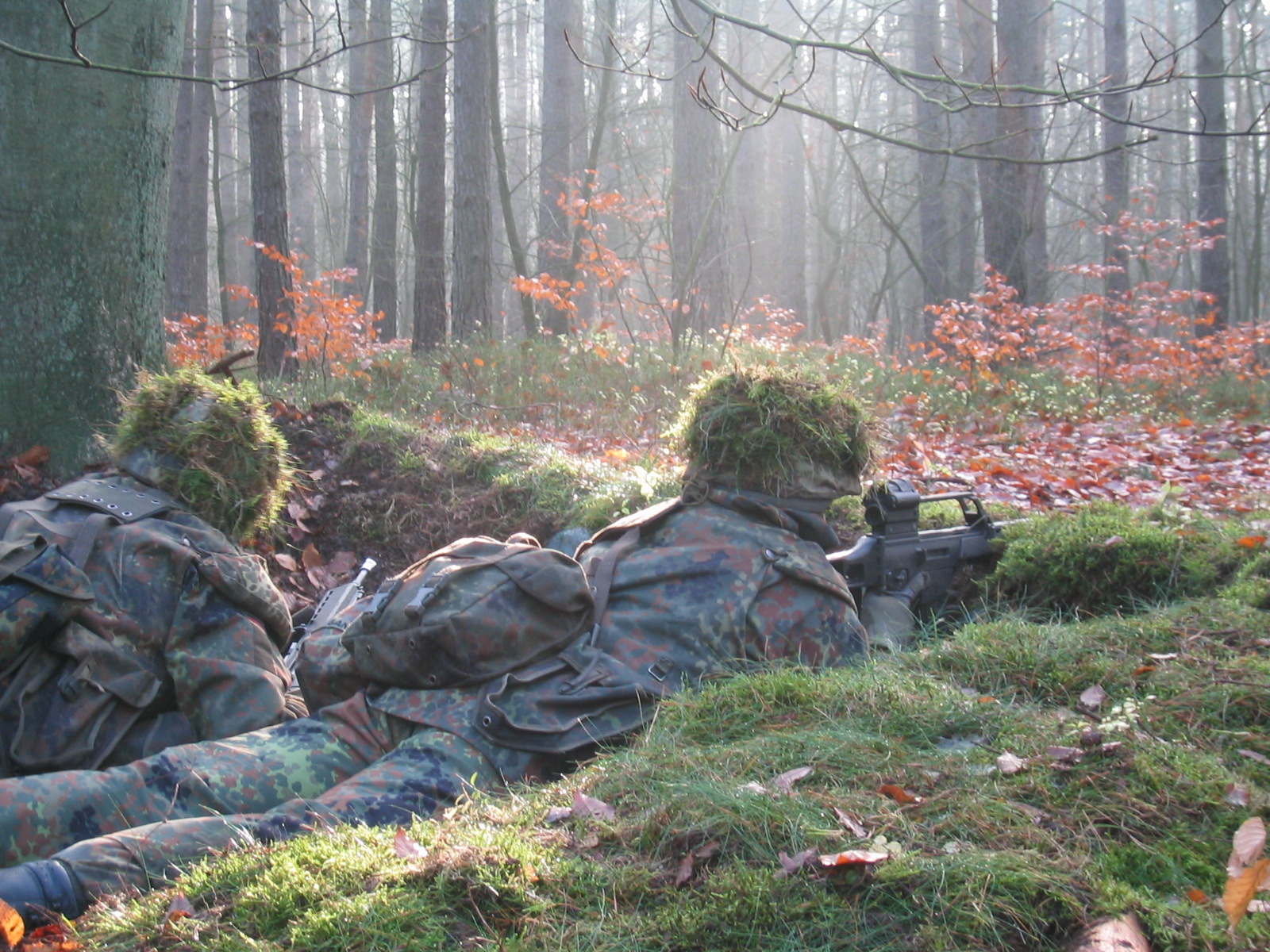
Deutsche Panzergrenadiere als Alarmposten

Alarmposten ist der militärische Begriff für Soldaten, die den Auftrag haben, die eigene Truppe bei Gefahr zu alarmieren. Ist nichts anderes befohlen, verteidigt sich der Alarmposten. Alarmposten werden entweder mit einer Nummer, nach einem Geländepunkt oder mit einem Decknamen bezeichnet. In der Regel werden als Alarmposten zwei Soldaten eingesetzt, wobei ein Soldat als Alarmpostenführer eingeteilt wird. Bei größerer Entfernung zur Truppe, bei eingeschränkter Sicht (Nacht oder Nebel) oder wenn der Alarmposten auch Personen- oder Fahrzeugkontrollen vornehmen muss, werden Doppelposten als Alarmposten eingesetzt.
Zusätzlich zum eigentlichen Auftrag kann der Alarmposten im Ausnahmefall auch Aufgaben als ABC-Alarmposten übernehmen.
Jede Truppe hat sich jederzeit und an jedem Ort selbst zu sichern, wofür in den meisten Fällen je Gruppe (durchschnittlich 12–15 Mann) ein Alarmposten eingeteilt wird. Die Zeitdauer für einen Alarmposten beträgt je nach Witterung zwischen 30 Minuten und bis zu 3 Stunden, Doppelwachen gehören zum Alltag.
Die Soldaten eines Alarmpostens erhalten einen besonderen Befehl, der die Lage, ihre Aufgaben und vor allem die Durchführung der Alarmierung festlegt.
Der Alarmpostenbefehl regelt
- den Beobachtungsbereich und gibt die Lage von Stellungen der eigenen und benachbarten Truppen an,
- ob sich eigene Truppen vor ihnen aufhalten,
- wie und bei welchen Vorkommnissen der Alarmposten alarmieren soll und wie er sich nach Alarmierung verhalten soll (Ausweichen, Kampf aufnehmen, ggf. ab welcher Linie),
- wann die Soldaten des Alarmpostens abgelöst werden.

Der Ablösung und allen Vorgesetzten teilen die Soldaten des Alarmpostens unaufgefordert alle Wahrnehmungen seit Beginn der Auftragserteilung mit. Das Ablösegespräch wird nach dem befohlenen Schema durchgeführt.
Für die Vielzahl an Informationen, die fehlerfrei an die Ablösung weitergegeben werden müssen, bedienen sich Soldaten der Eselsbrücken:
- - LANGEMARK (Lage, Auftrag, Nachbarn, Grenzen, Eröffnungslinie des Feuers, Meldung / Alarmierung, Ablösung, Rückwärtiger Raum, Kennwort / Parole) oder
- - LANGEMAPP (Lage, Auftrag, Nachbarn, Grenzen, Eröffnungslinie, Meldung / Alarmierung, Ablösung, Parole / Kennwort, Platz des Gruppenführers)[1] oder
- - PAGNAAPF (Posten, Auftrag, Grenzen, Nachbarn, Alarmierung, Ablösung, Parole, Feuerlinie)

Zur Erfüllung ihres Auftrags erhalten Alarmposten gewöhnlich eine zusätzliche Ausrüstung. Fernglas (Doppelfernrohr), Signalpistole und zusätzliche Waffen wie Maschinengewehr oder Granatpistole, Handgranaten, selten Panzerabwehrhandwaffe, möglich sind auch Funkgerät und Nachtsichtgerät.